# این آخرش است (آلبوم)
این است (ترجمه‌های دیگر: آخرش است، خودش است، همین است) (به انگلیسی : This Is It) نام آلبومی گردآوری‌شده از موسیقی متن فیلم این است مایکل جکسون که پس از مرگ مایکل جکسون منتشر شد. این آلبوم حاوی دو دیسک است که دیسک اول شامل ۱۴ آهنگ قدیمی جکسون است و همچنین ۲ نسخه از آهنگ «این است» که برای اولین با منتشر می‌شد و دیسک دوم شامل ۳ نسخهٔ دِموی آهنگ‌های قدیمی و یک قطعهٔ دکلمه‌ای با نام سیارهٔ زمین است. این آلبوم ششمین آلبوم گردآوری شدهٔ مایکل جکسون بعد از مرگش بود که قبل از انتشار فیلم «این است» در ۲۶ اکتبر در جهان و ۲۷ اکتبر ۲۰۰۹ در آمریکای شمالی منتشر شد. این آلبوم در تمام کشورهای جهان -به جز لهستان و فنلاند که به ترتیب در رتبهٔ ۷ و ۱۱ جای گرفت- جز چهار اثر برتر بوده و در ۱۴ کشور از جمله در بیلبورد ۲۰۰ شماره ۱ شده‌است. آلبوم این است پرفروش‌ترین آلبوم سال ۲۰۰۹ در آمریکا و سومین آلبوم پرفروش جهان در همان سال بوده‌است. همچنین در اکثر کشورها توانسته که گواهی‌نامهٔ طلا، پلاتین و پلاتیت دوگانه را به دست بیاورد. ترانهٔ «این است» از همین آلبوم در مراسم جوایز گرمی ۲۰۱۱ نامزد جایزهٔ «بهترین اجرای آوازی مردان» شد.

## پیشینه
در پنجم ماه مارس ۲۰۰۹، مایکل جکسون در یک کنفرانس مطبوعاتی اعلام کرد که ۱۰ کنسرت زنده با عنوان «این است» را به زودی در لندن اجرا خواهد کرد . اما به دلیل استقبال مردم ، ۴۰ کنسرت دیگر نیز اضافه کرد و در مجموع قرار شد ۵۰ کنسرت اجرا شود . اما مرگ ناگهانی مایکل جکسون در ۲۵ ژوئن ۲۰۰۹ باعث لغو این کنسرت‌ها شد در حالی که تنها دو هفته تا آغاز اجرای کنسرت‌ها مانده بود.